# Dziadek (Mnichowe Turnie)
Dziadek (ok. 1665 m n.p.m.) – najwyższa turnia w grupie Mnichowych Turni w Dolinie Małej Łąki w polskich Tatrach Zachodnich. Jej północne ściany opadają do żlebu spod Kondrackiej Przełęczy, południowo-wschodnie do Mnichowego Siodła (około 1645 m), zaś południowe do Żlebu Poszukiwaczy Jaskiń. W kierunku zachodnim skalista grań poprzez cztery Mniszki Małołąckie biegnie do Mnicha Małołąckiego.
Dziadek jest jedną z trzech Mnichowych Turni (pozostałe to Babka i Mnich Małołącki), których nazwa jest pochodzenia ludowego – pochodzi jeszcze z czasów, gdy hala Mała Łąka była wypasana (lata międzywojenne i dawniej). Na Dziadka bez problemów można wejść trawiastym zboczem z Mnichowego Siodła, na wszystkie pozostałe strony natomiast Dziadek opada ścianami. Ściana północna (widoczna z żółtego i czerwonego szlaku wiodącego Doliną Małej Łąki) ma wysokość 60 m i nie została zdobyta przez taterników (wspinaczka tutaj była dozwolona do 1982). Wytyczono natomiast drogę wspinaczkową Mnichową Granią od Mnichowego Przechodu przez Mniszki Małołąckie. Pierwsze przejście (z ominięciem trzech dolnych Mniszków) Jacek Czyż i Jerzy Zgłobica 13 grudnia 1988, pierwsze przejście łącznie z Mniszkami Jacek Bilski i Władysław Cywiński 11 maja 1992. Obecnie jest to rejon niedostępny dla turystów i taterników (obszar ochrony ścisłej Wantule, Wyżnia Mała Łąka).
W ścianach Dziadka znajdują się dwie jaskinie: Pomarańczarnia i Chuda Mnichowa Studnia.

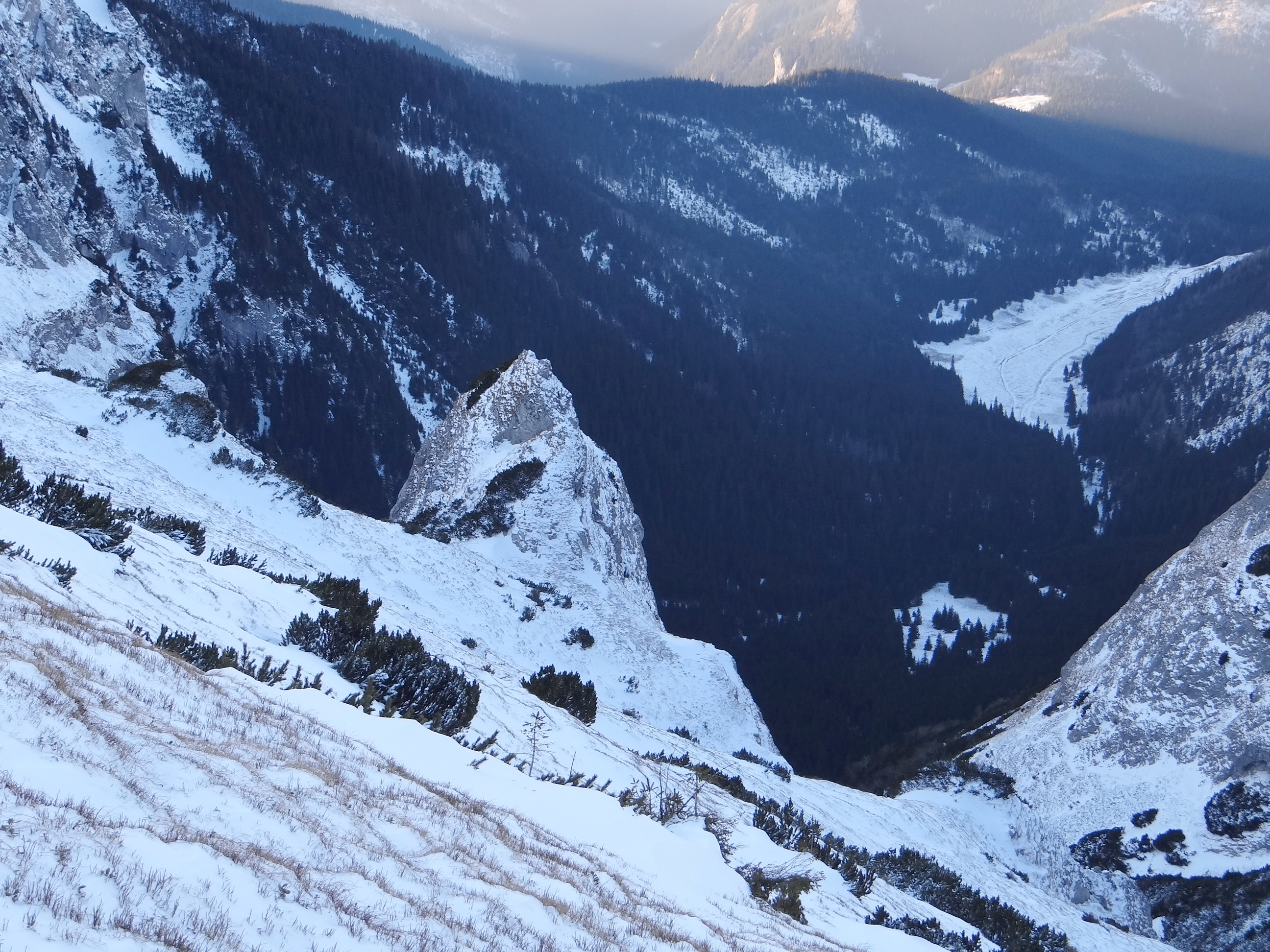
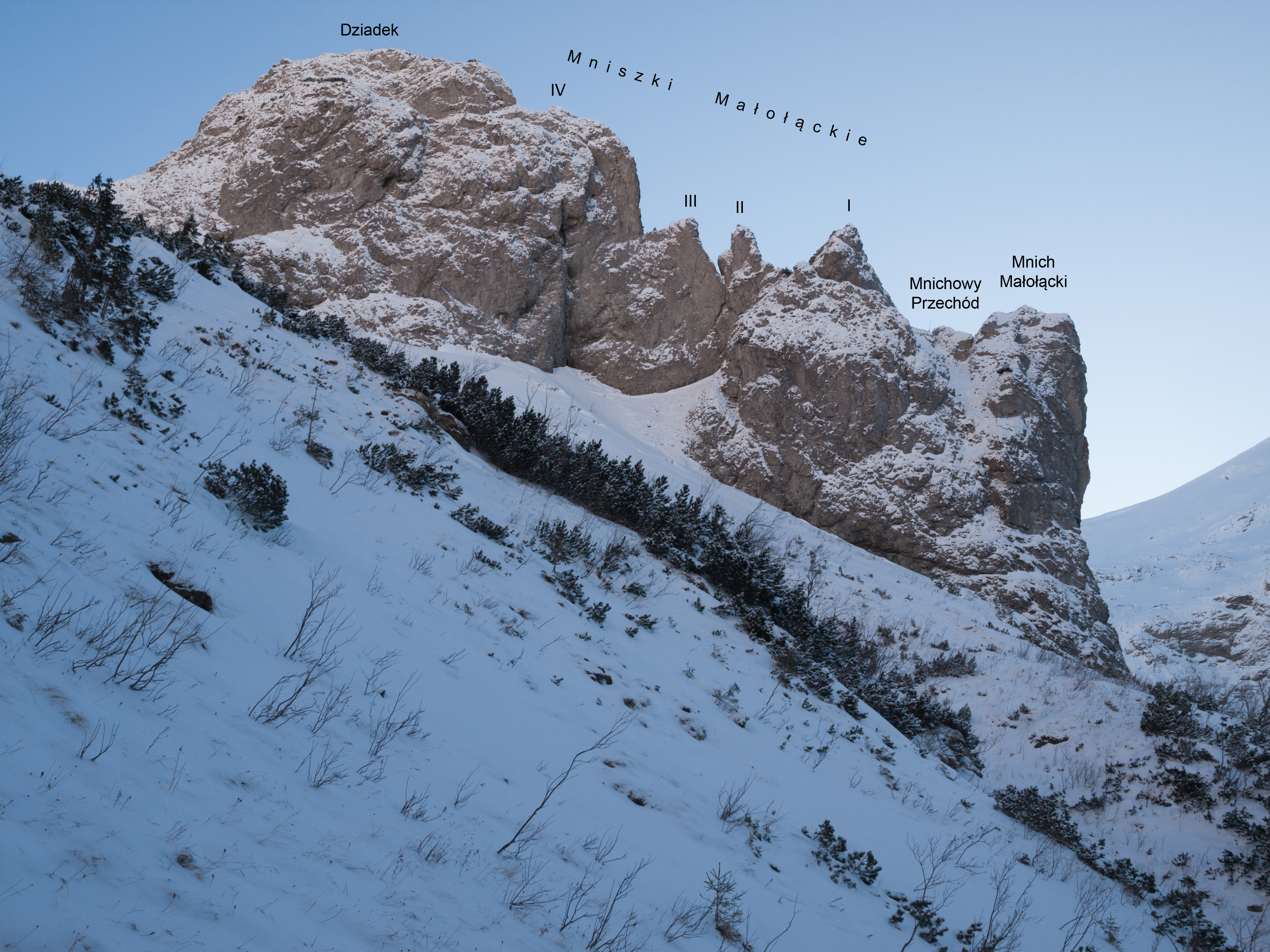
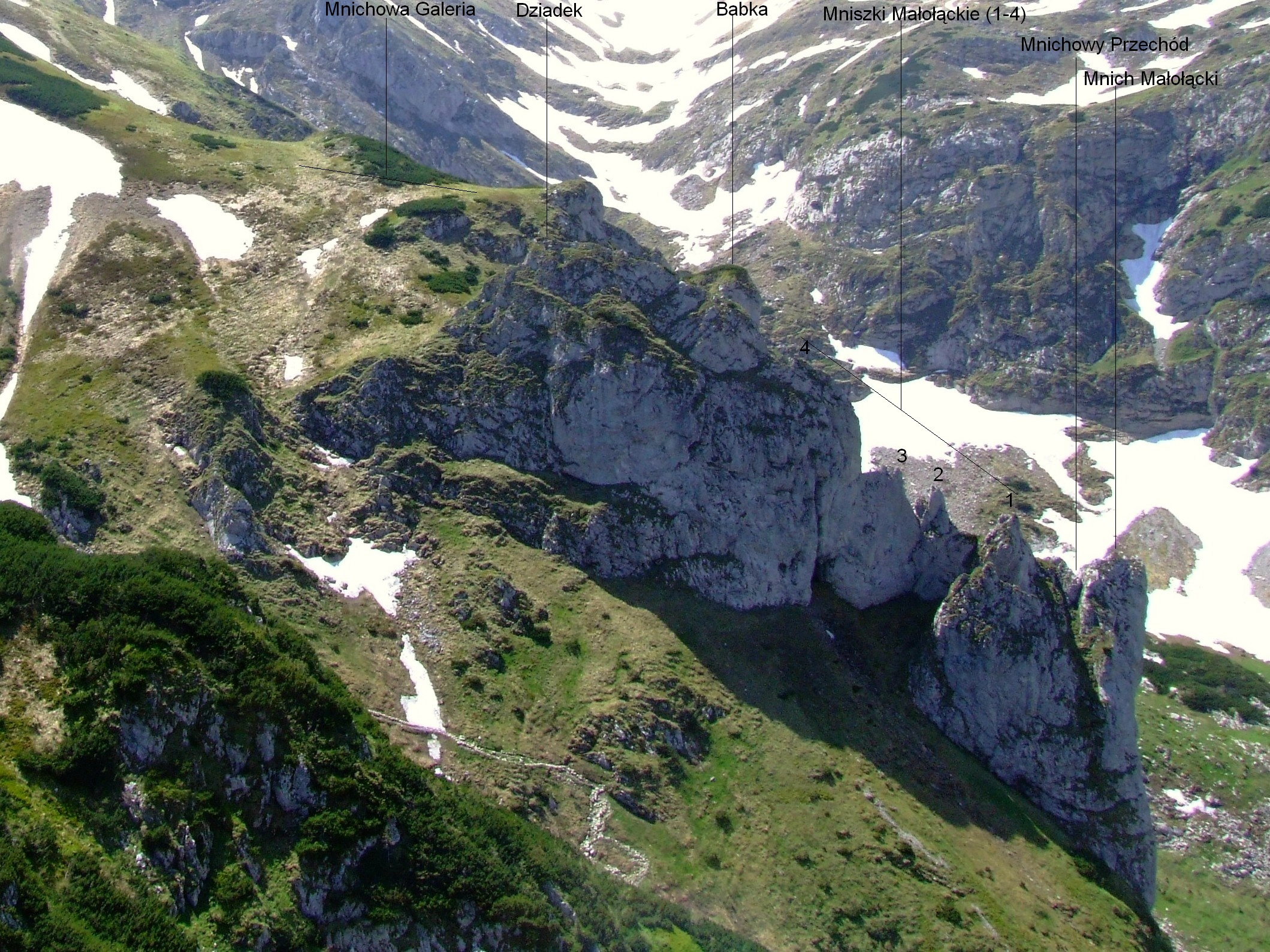